# Mikuláš Skalský z Dubu
Mikuláš Skalský z Dubu a na Slušticích (německy Nikolaus Skalsky von der Eiche; † 17. února 1588) byl český rytíř z rodu Skalských z Dubu, písař u komorního soudu, místosudí Českého království (určitě v roce 1577) a královský prokurátor Českého království (určitě 1581 a 1582). Vlastnil několik vesnic a tvrzí především na východ od Prahy.

## Rodina a majetek

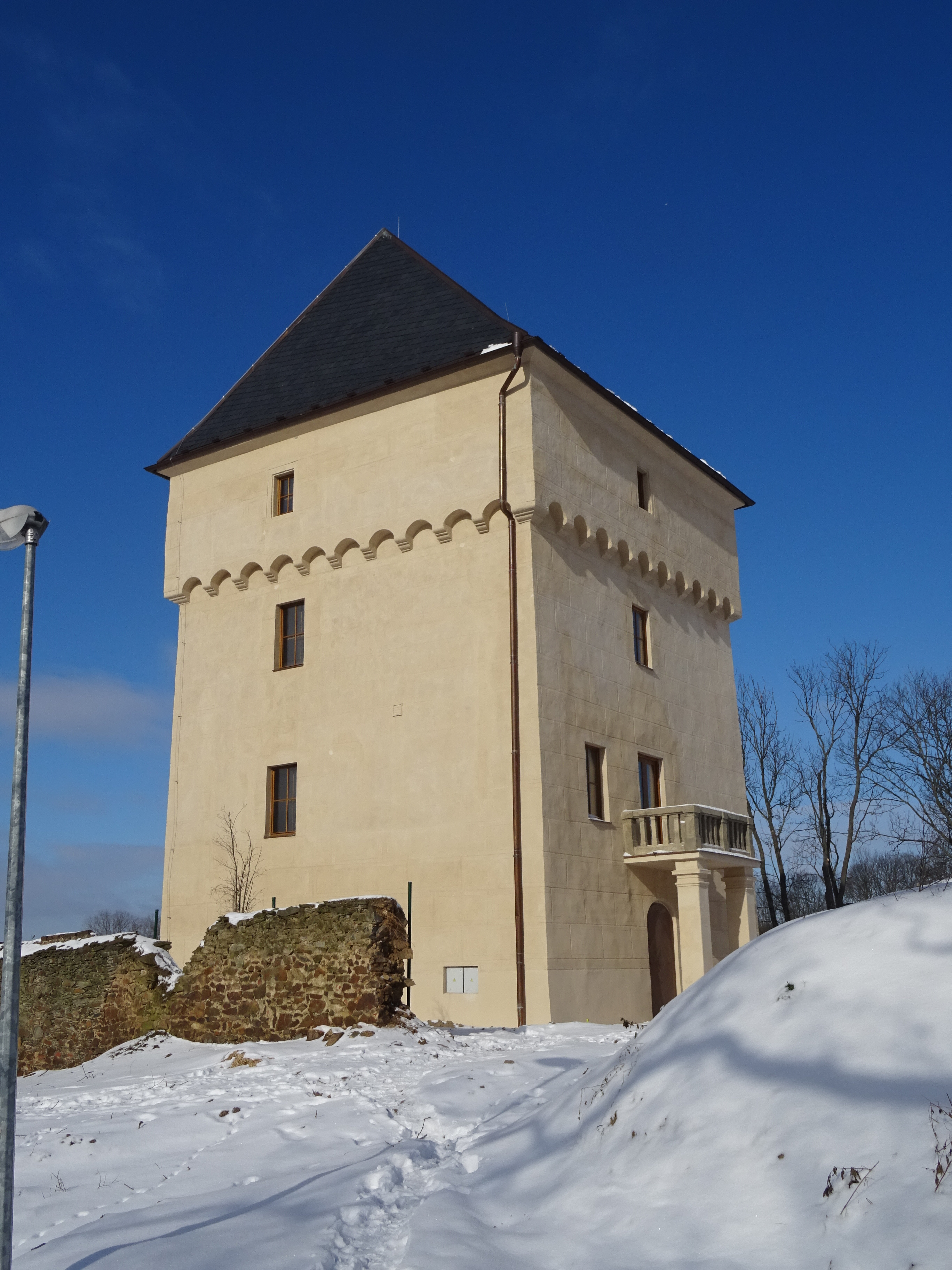
Královická tvrz po restaurování

Oženil se s Markétou z Frejskutu. Měl čtyři syny: Daniela († 1613), Mikuláše, Heřmana a Jana Jiřího. V roce 1597 byl z nich zletilý pouze Daniel.
Od počátku 60. let 16. století vlastnil Mikuláš Skalský Královice (od roku 1974 součást Prahy). Získal je darem zřejmě od svých synovců, bratrů Buriana a Matyáše Pechance z Královic, kteří pocházeli z pražské staroměstské rodiny. Královickou tvrz upravil, přistavěl k ní na severu vřetenové schodiště (nedochováno) a fasádu nechal vyzdobit jednoduchou sgrafitovou rustikou. Z té doby se zachoval letopočet 1562 na jižní straně věže. Královice zdědili jeho synové a v roce 1596 je prodali Lukrécii Bohdanecké z Nečtin.
V roce 1568 získal on a jeho manželka Markéta odkazem od bezdětného Matyáše Pechance z Královic Sluštice, podle nichž se potom psal na Slušticích. Synové Heřman a Jan Jiřík, kteří zboží po roce 1597 zdědili, zde obnovili tvrz, ale její polohu dnes už neznáme.
Ve stejném roce připojil i Zlatou, kterou rovněž získal od Matyáše Pechance z Královic. Tamější tvrz se tehdy přípomínala naposledy.
V roce 1575 koupil od císaře Maxmiliána II. (resp. od České komory) do dědického vlastnictví Křenice. V roce 1577 je zapsal manželce Markétě. Po Mikulášově smrti je zdědil syn Daniel.
Od císaře Rudolfa II. získal v roce 1584 statek a jednu z tvrzí v Běchovicích. Někdy předtím bylo toto zboží (tvrz a dvůr) v držení kláštera u kostela sv. Kateřiny na Novém Městě pražském.
| „                           | [17. února] Léta M. D. LXXXVIII. umřel v domě svém, na Břehu prelátském, u s. Kříže v Starém Městě pražském, Mikuláš Skalský z Dubu a na Slušticích / někdy písař soudu komorního / potom místosudí dvorský i zemský Království českého / prokurátor Jeho milosti Císařské v témž království, a naposledy rada soudu komorníno etc. | “ |
| — Daniel Adam z Veleslavína | |   |

## Mladší jmenovec
Po bitvě na Bílé hoře byly jeho jmenovci zkonfiskovány Sluštice s tvrzí, poplužním dvorem a pivovarem. V roce 1623 je koupil královský místodržící Karel I. z Liechtensteinu (1569–1627).